# Релігія в Італії
Релігія в Італії згідно з опитуванням Global Religious Landscape, 2012
Основною релігією в Італії є християнство. Більшість християн в Італії дотримуються католицизму, центр якого знаходиться у місті Ватикан, Рим.
Християнство присутнє на Апеннінському півострові з 1 століття.
Католицькими покровителями Італії є Франциск Ассізький та Катерина Сієнська.

## Християнство
Найпоширенішою релігією в Італії є християнство, яке присутнє тут з апостольських часів. Більшість сповідує католицизм.
Згідно з опитуванням Global Religious Landscape, проведеним Дослідницьким центром П'ю (американський аналітичний центр), 83,3 % жителів Італії — християни. За даними опитування, проведеного в 2006 році Eurispes (італійський дослідницький центр), католики становили 87,8 % населення. Згідно з тим самим опитуванням у 2010 році, цей відсоток знизився до 76,5 %.

## Демографія
| Релігія                            | Чисельність | Частка |
| Християнство                       | 49 000 000  | 83,3 % |
| Іслам                              | 2 200 900   | 3,7 %  |
| Буддизм                            | 1 292 900   | 0,2 %  |
| Індуїзм                            | 600 300     | 0,1 %  |
| Атеїзм, агностицизм та нерелігійні | 7 400 000   | 12,4 % |